# Miodrag Rajković
Miodrag Rajkovic (in serbo Миодраг Рајковић?; Belgrado, 8 marzo 1971) è un allenatore di pallacanestro serbo.

## Palmarès
- Campionato polacco: 1

Turów Zgorzelec: 2013-2014
- Supercoppa polacca: 2

Turów Zgorzelec: 2014
Śląsk Breslavia: 2024